# Saint-Hilaire-du-Bois
|  | Per a altres significats, vegeu «Saint-Hilaire-du-Bois (Gironda)». |

Saint-Hilaire-du-Bois és un municipi francès al departament de la Charanta Marítima i a la regió de Nova Aquitània. L'any 2007 tenia 279 habitants.

## Demografia

### Població
El 2007 la població de fet de Saint-Hilaire-du-Bois era de 279 persones. Hi havia 105 famílies de les quals 24 eren unipersonals (8 homes vivint sols i 16 dones vivint soles), 20 parelles sense fills, 45 parelles amb fills i 16 famílies monoparentals amb fills.
La població ha evolucionat segons el següent gràfic:

### Habitatges
El 2007 hi havia 123 habitatges, 110 eren l'habitatge principal de la família, 11 eren segones residències i 2 estaven desocupats. 116 eren cases i 6 eren apartaments. Dels 110 habitatges principals, 88 estaven ocupats pels seus propietaris i 21 estaven llogats i ocupats pels llogaters; 2 tenien una cambra, 4 en tenien dues, 14 en tenien tres, 27 en tenien quatre i 62 en tenien cinc o més. 99 habitatges disposaven pel capbaix d'una plaça de pàrquing. A 50 habitatges hi havia un automòbil i a 52 n'hi havia dos o més.

### Piràmide de població
La piràmide de població per edats i sexe el 2009 era:
| Homes | Edats   | Dones |
| ----- | ------- | ----- |
| 0     | 95 o +  | 0     |
| 0     | 90 a 94 | 0     |
| 0     | 85 a 89 | 4     |
| 0     | 80 a 84 | 0     |
| 4     | 75 a 79 | 4     |
| 0     | 70 a 74 | 0     |
| 12    | 65 a 69 | 12    |
| 0     | 60 a 64 | 8     |
| 4     | 55 a 59 | 0     |
| 24    | 50 a 54 | 8     |
| 8     | 45 a 49 | 8     |
| 16    | 40 a 44 | 16    |
| 16    | 35 a 39 | 8     |
| 4     | 30 a 34 | 8     |
| 8     | 25 a 29 | 20    |
| 12    | 20 a 24 | 8     |
| 16    | 15 a 19 | 16    |
| 4     | 10 a 14 | 8     |
| 8     | 5 a 9   | 4     |
| 12    | 0 a 4   | 4     |

## Economia
El 2007 la població en edat de treballar era de 194 persones, 160 eren actives i 34 eren inactives. De les 160 persones actives 145 estaven ocupades (82 homes i 63 dones) i 15 estaven aturades (5 homes i 10 dones). De les 34 persones inactives 4 estaven jubilades, 13 estaven estudiant i 17 estaven classificades com a «altres inactius».

### Ingressos
El 2009 a Saint-Hilaire-du-Bois hi havia 117 unitats fiscals que integraven 283,5 persones, la mediana anual d'ingressos fiscals per persona era de 17.741 €.

### Activitats econòmiques
Dels 13 establiments que hi havia el 2007, 1 era d'una empresa de fabricació d'altres productes industrials, 5 d'empreses de construcció, 1 d'una empresa de comerç i reparació d'automòbils, 2 d'empreses de transport, 1 d'una empresa d'hostatgeria i restauració, 2 d'empreses d'informació i comunicació i 1 d'una empresa classificada com a «altres activitats de serveis».
Dels 4 establiments de servei als particulars que hi havia el 2009, 1 era un paleta, 1 guixaire pintor, 1 fusteria i 1 electricista.
L'any 2000 a Saint-Hilaire-du-Bois hi havia 13 explotacions agrícoles que ocupaven un total de 420 hectàrees.

## Poblacions properes
El següent diagrama mostra les poblacions més properes.